# StreetScooter

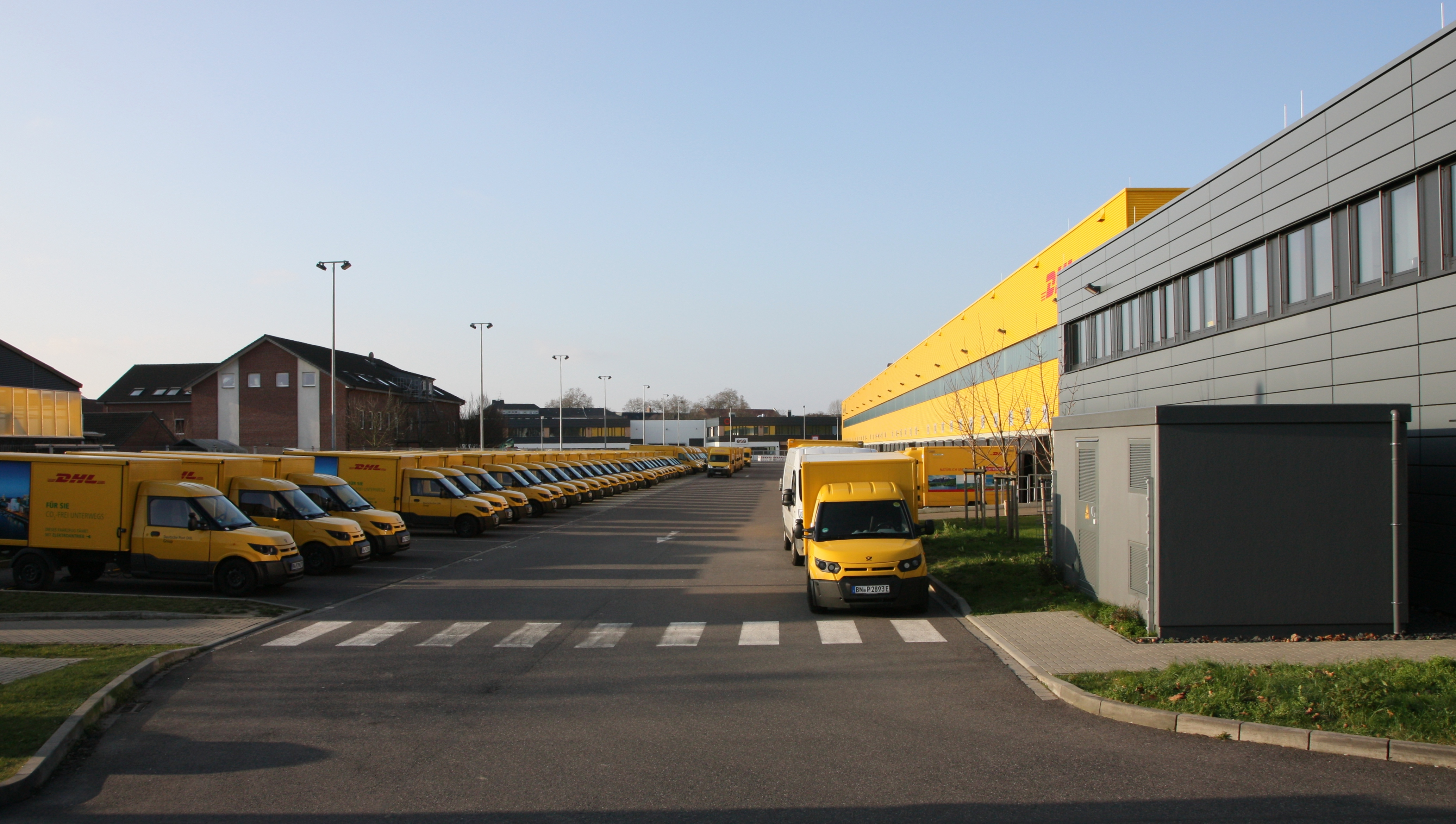
Flota StreetScooter w DHL

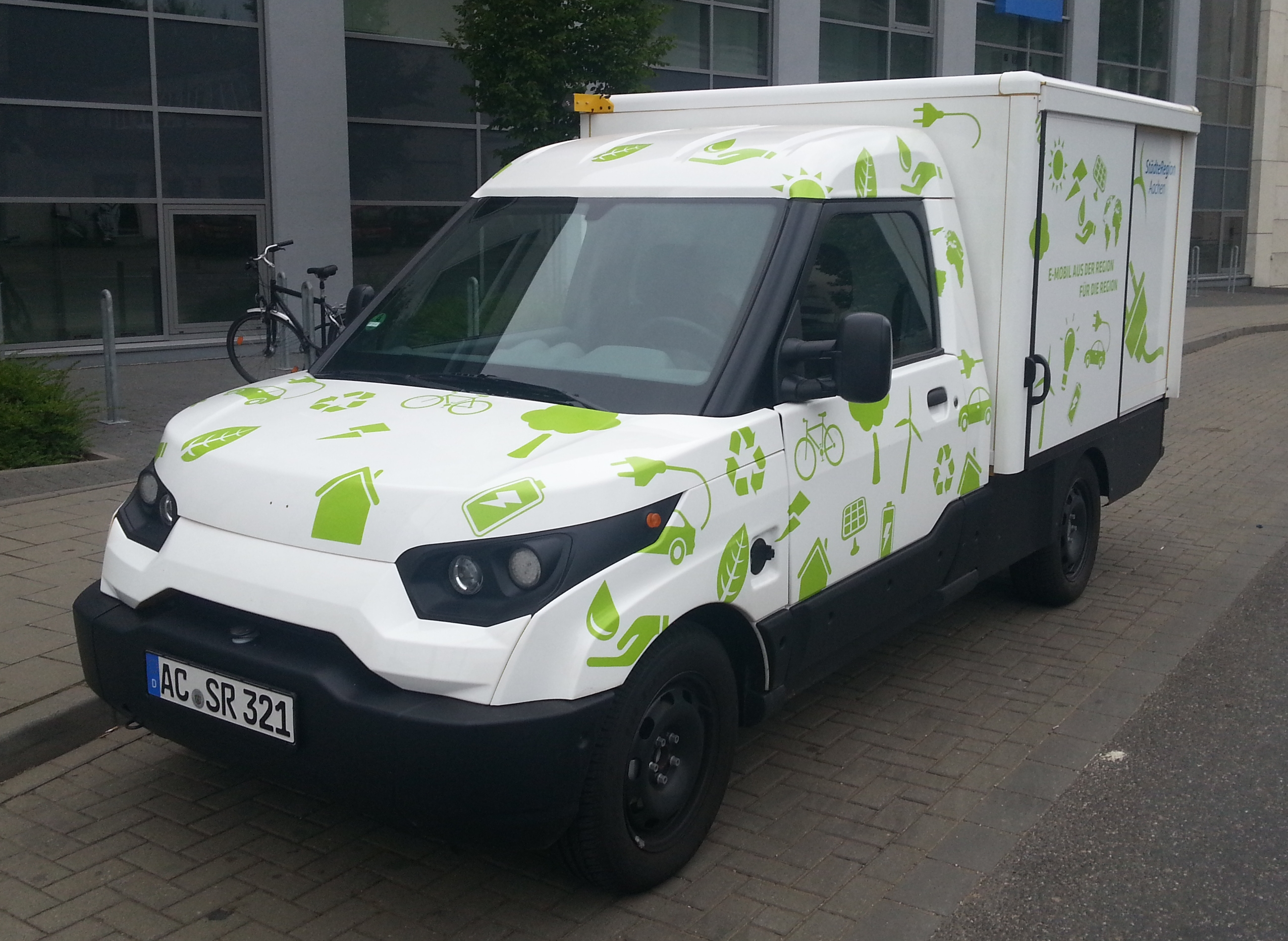
StreetScooter Work należący do Urzędu Miasta Akwizgran

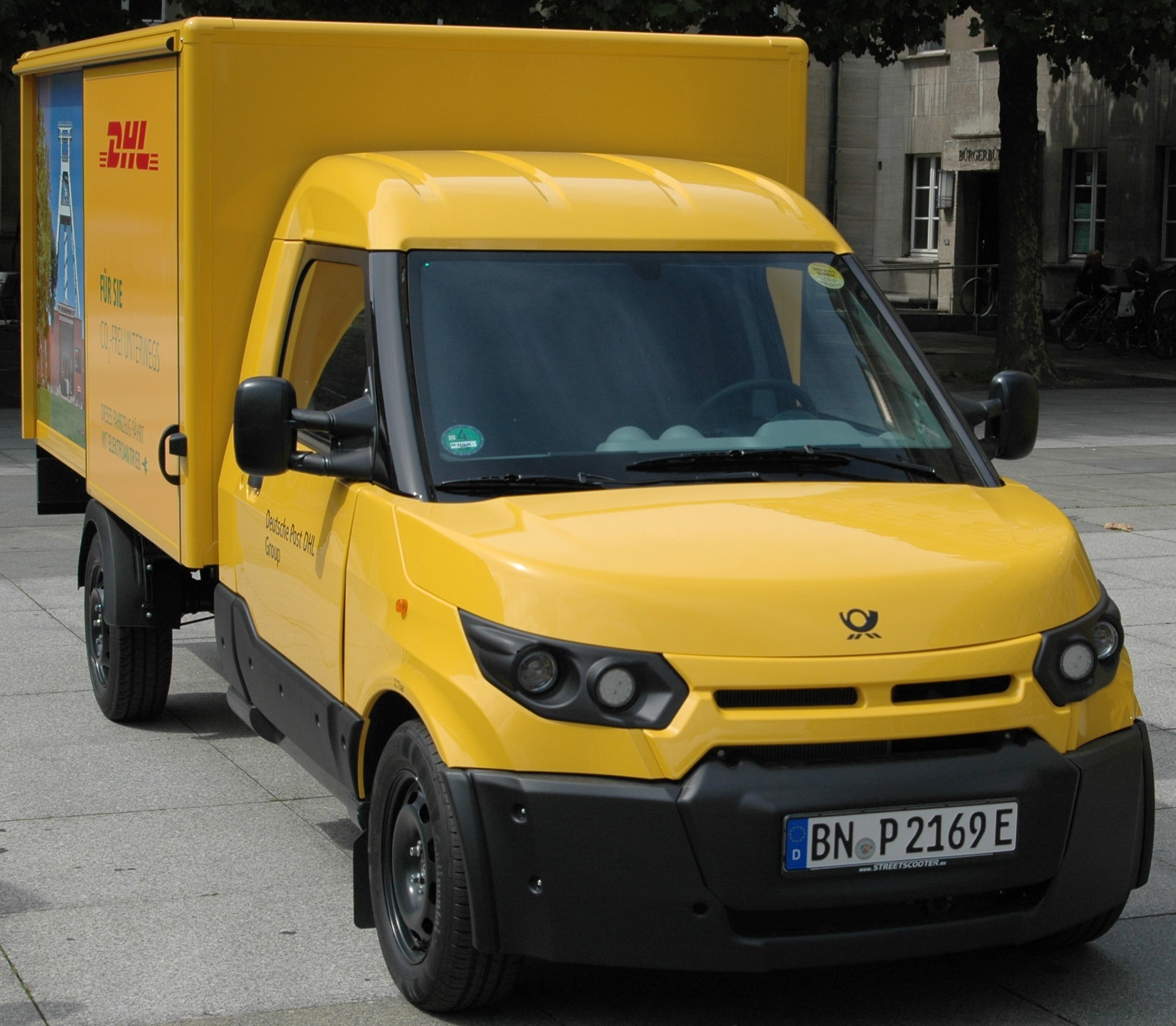
StreetScooter Work w barwach DHL

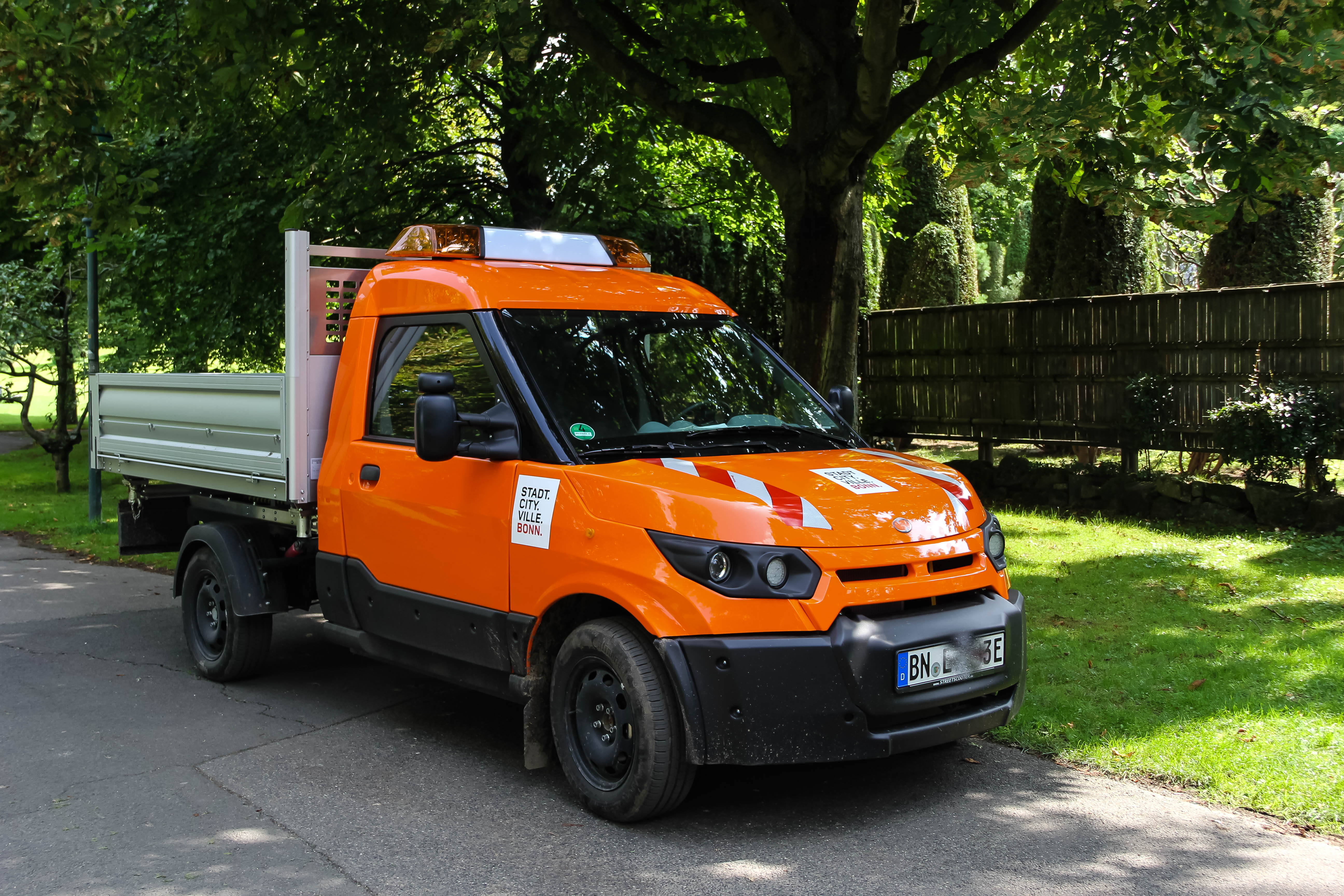
StreetScooter Work służb komunalnych w Bonn

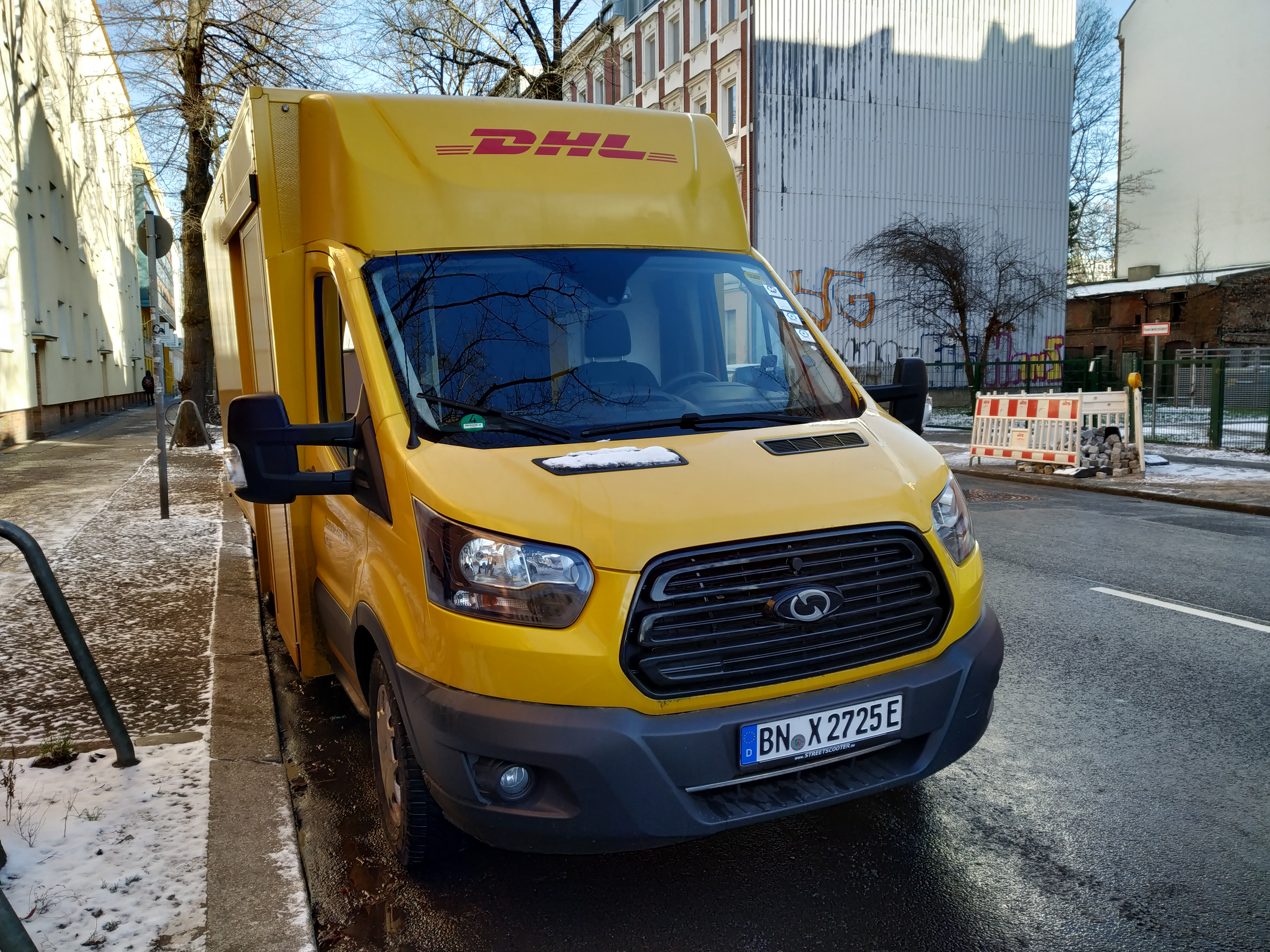
StreetScooter Work XL

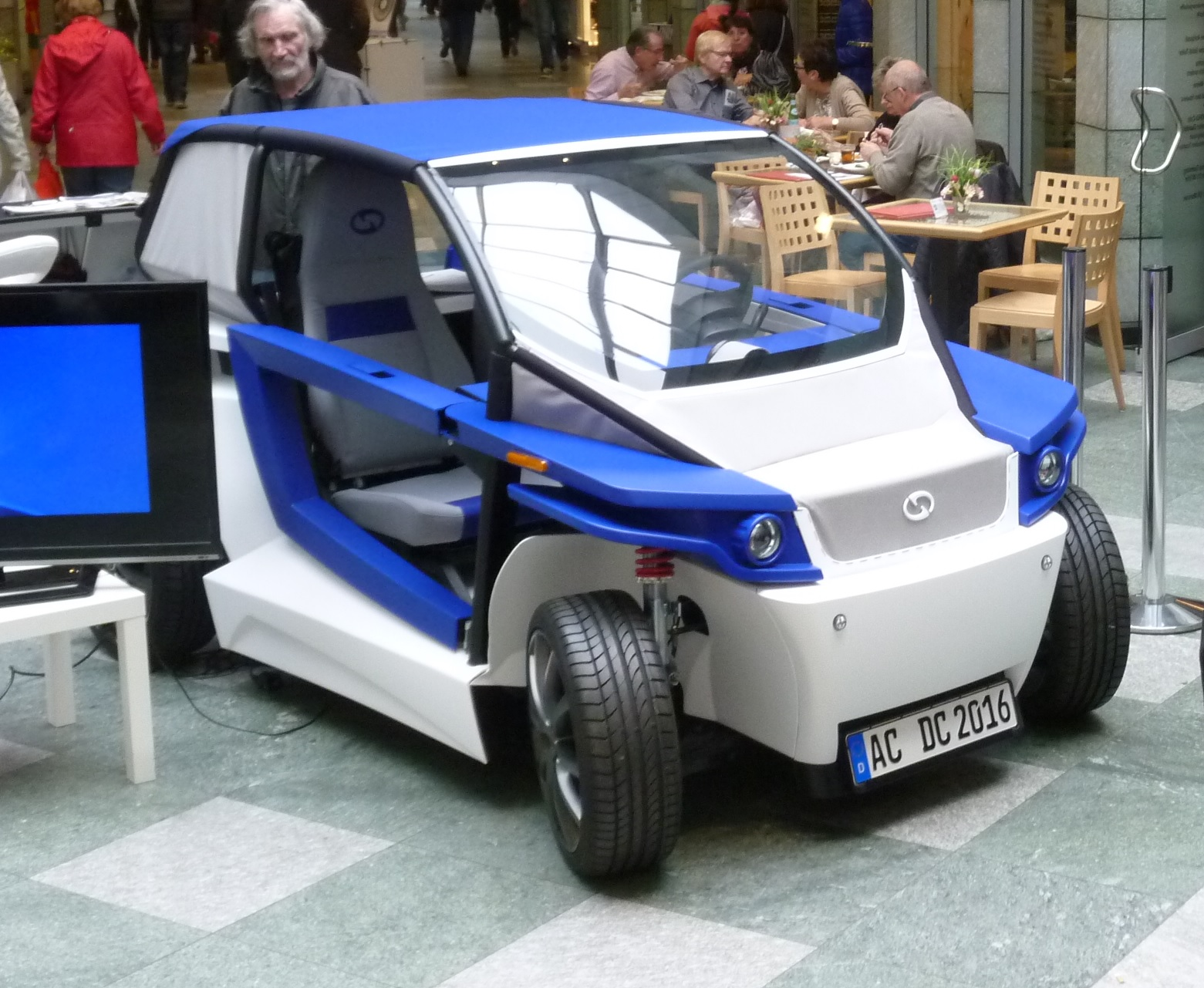
StreetScooter C16 Concept

StreetScooter GmbH – niemiecki producent elektrycznych samochodów dostawczych z siedzibą w Akwizgranie działający od 2010 roku. Należy do luksemburskiego przedsiębiorstwa B-ON.

## Historia

### Początki
W latach 2008–2009 inżynier z niemieckiej politechniki akwizgrańskiej, prof. Günther Schuh, utworzył projekt w ramach swojej działalności naukowej o nazwie Street Scooter, obierając za cel stworzenie prototypu taniego samochodu elektrycznego przeznaczonego do produkcji seryjnej w warunkach wysoko rozwiniętego, zamożnego państwa. Do współpracy Schuh zaangażował inżyniera Achima Kampkera, początkowo dysponując budżetem 50 tysięcy euro.
Projekt wyewoluował w 2010 roku do utworzenia samodzielnej, niezależnej spółki z ograniczoną odpowiedzialnością o komercyjnym charakterze, która zyskała nazwę StreetScooter GmbH. Pierwszym projektem pojazdu, jaki powstał w ramach startupu, był prototyp niewielkiego, ultra-lekkiego elektrycznego samochodu StreetScooter C16 z nadwoziem wydrukowanym na drukarce 3D, prezentując go w listopadzie 2014 roku podczas wystawy EuroMold we Frankfurcie nad Menem.
Również w 2014 roku StreetScooter zbudował swój pierwszy pojazd przedstawiony do produkcji seryjnej – kompaktową furgonetkę Work. Ówczesna kadra około 70 pracowników zbudowała pierwszą serię 200 egzemplarzy na terenie zakładów produkcyjnych dawnego akwizgrańskiego przedsiębiorstwa Waggonfabrik Talbot. Pierwsze zamówienie na flotę furgonetek złożył wówczas Urząd Miasta Akwizgran oraz lokalna kasa oszczędniściowa Sparkaasse Aachen.

### Przejęcie przez Deutsche Post
Uruchomienie produkcji pierwszej serii elektrycznych furgonetek Work zbiegło się z kupnem startupu StreetScooter przez giganta branży pocztowej i logistycznej. W grudniu 2014 właścicielem stała się Deutsche Post, czyniąc StreetScootera jej spółką zależną. Transakcja ta zapewniła StreetScooterowi finansowanie na rozbudowanie zakładów w Akwizgranie oraz zwiększenie planów produkcyjnych, w których priorytetem stały się odtąd dostawy furgonetek Work na potrzeby elektrycznej floty Deutsche Post oraz DHL.
Produkcja StreetScootera Work rozpoczęła się w kwietniu 2016 roku, z kolei przez kolejne osiem miesięcy zakłady produkcyjne opuściło 2 tysiące egzemplarzy furgonetki. Rok później, moce produkcyjne wzrosły do 15 tysięcy egzemplarzy rocznie. W międzyczasie podczas targów IAA 2016 StreetScooter przedstawił swój drugi model w postaci Work L jako wydłużoną odmianę podstawowego Work wyróżniając się większą przestrzenią transportową.
W sierpniu 2017 roku StreetScooter nawiązał współpracę z europejskim oddziałem Forda, prezentując sztandarowy model Work XL będący w pełni elektryczną, bliźniaczą odmianą Forda Transita ze skrzyniową zabudową przeznaczoną do wymagań floty DHL. W tym samym roku podjęto decyzję o rozpoczęciu sprzedaży furgonetek Work także do innych grup nabywców flotowych oraz władz niemieckich miast.
W maju 2018 roku dostarczono flotę furgonetek pierwszemu zagranicznemu klientowi, brytyjskiej kompanii mleczarskiej Milk & More. W odpowiedzi na rosnące zapotrzebowanie, w tym samym miesiącu otwarto drugie zakłady produkcyjne w Düren, które pozwoliły na upłynnienie produkcji z zakładanymi rocznymi mocami 20 tysięcy sztuk i proporcjonalne rozłożenie mocy pomiędzy fabrykami poprzez wprowadzenie systemu dwuzmianowego. Rok później z kolei, w obliczu rosnącej konkurencji i pierwszych problemach z zachowaniem rentowności, StreetScooter rozpoczął rozmowy z chińskim koncernem Chery Automobile w celu wynegocjowania otwarcia tam salonów sprzedaży i zakładów produkcyjnych.
Po niespełna dwóch latach produkcji i zbudowaniu 2,5 tysiąca sztuk dużej furgonetki Work XL, w grudniu 2019 roku jego produkcja w zakładach Forda w Kolonii została zakończona z racji braku dalszych grup potencjalnych nabywców.

### Kryzys finansowy i sprzedaż
Jeszcze na początku 2019 roku StreetScooter odnotował stratę za poprzedzający rok wynoszącą 70 milionów euro, co skłoniło zarząd macierzystego Deutsche Post do wdrożenia programu naprawczego obniżającego koszty funkcjonowania spółki. Rok 2019 nie przyniósł oczekiwanej poprawy, prowadząc do pogłębienia się trudnej sytuacji finansowej StreetScooter i zwiększenia się straty do 100 milionów euro. W związku z tym, Deutsche Post podjęło decyzję o zakończeniu produkcji furgonetek Work oraz Work L do końca 2020 roku.
Jednakże w listopadzie 2020 roku zdecydowano się zrewidować dotychczasowe założenia. Zakłady Akwizgranie i Düren, które zatrudniały wówczas 300 osób, uzyskały gwarancję utrzymania produkcji furgonetek Work w 2021 roku. W odpowiedzi na wciąż duże zapotrzebowanie ze strony potencjalnych nabywców, w kwietniu 2021 roku ogłoszono wydłużenie produkcji o kolejny okres, zakładając jej trwanie do co najmniej końca 2022 roku. Od momentu rozpoczęcia produkcji w 2016 roku, we flocie Deutsche Post oraz DHL w 2021 roku poruszało się ponad 11 tysięcy elektrycznych furgonetek Work i Work L.

### Nowy właściciel
W październiku 2021 Deutsche Post potwierdziło swoje wcześniejsze plany o sprzedaży swojej motoryzacyjnej dywizji, znajdując kupca. Zostało nim luksemburskie przedsiębiorstwo Odin Automotive, które powstało z inicjatywy byłego menedżera BMW i współzałożyciela startupu Canoo. Transakcja została sfinalizowana w styczniu 2022, na mocy czego nowy właściciel wyraził chęć kontynuacji produkcji elektrycznych furgonetek Work. Pierwsze egzemplarze opuściły dotychczasowe niemieckie zakłady StreetScootera na początku lutego 2022. W maju tego samego roku luksemburska firma dokonała kompleksowego rebrandingu, zmieniając swoją nazwę z Odin Automotive na B-ON i przemianowując także wytwarzane dotychczas modele z rodziny StreetScooter Work na B-ON Max oraz B-ON Giga, nadając im odtąd nową markę i logotypy. StreetScooter został zredukowany do oddziału zajmującego się serwisowaniem dotychczas wyprodukowanych samochodów, nie będąc już marką handlową dostawczych pojazdów elektrycznych.

## Modele samochodów

### Historyczne
- Work XL (2018–2019)
- Work (2014–2022)
- Work L (2016–2022)

### Studyjne
- StreetScooter C16 (2014)